# Сухінін Олександр Віталійович
Олекса́ндр Віта́лійович Сухі́нін (25 квітня 1972 — 23 листопада 2017) — сержант Збройних сил України, учасник російсько-української війни.

## Життєпис
Народився 1972 року в місті Макіївка (Донецька область).
У 2014—2015 роках воював у складі БСП «Донбас», 2016-го — ДУК ПС, з 2017 року — у 16-му батальйоні; сержант, командир гранатометного відділення 3-ї роти «Донбас».
23 листопада 2017 року загинув у ході восьмигодинного бойового зіткнення в районі Бахмутської траси — від несумісних з життям поранень живота — бої по лінії село Кримське (Новоайдарський район) — окуповане смт Сентянівка. Тоді ж загинули старший лейтенант Олександр Тюменцев, молодший сержант Денис Кривенко, солдат Сергій Шевченко, один поранений військовик потрапив у полон; одного полеглого евакуйовано одразу після бою, ще три тіла терористи передали українським ветеранам Афганістану 25 листопада на мосту біля міста Щастя.
30 листопада 2017 року похований у Дніпрі на Краснопільському цвинтарі.
Без Олександра лишились дружина в Києві, дорослі дочка та син.

## Нагороди та вшанування
- указом Президента України № 42/2018 від 26 лютого 2018 року «за особисту мужність і самовіддані дії, виявлені у захисті державного суверенітету та територіальної цілісності України, зразкового виконання військового обов'язку» — нагороджений орденом «За мужність» III ступеня[1]